# Bill Rieflin
William „Bill“ Rieflin (29. září 1960 Seattle – 24. března 2020) byl americký bubeník a multiinstrumentalista.
Spolupracoval s mnoha významnými interprety industriálního rocku, industriálního metalu, avantgardního metalu a souvisejících žánrů, jako jsou Ministry, Revolting Cocks, Lard, KMFDM, Pigface, Swans, Chris Connelly, Nine Inch Nails, R.E.M. a další. V roce 2013 se stal, jako jeden ze tří bubeníků, členem skupiny King Crimson, která v novém obsazení obnovila svoji činnost a se kterou nahrál koncertní album Live at the Orpheum. V březnu 2016 se rozhodl pro přestávku ve svém působení v kapele, kde jej nahradil Jeremy Stacey. Na začátku roku 2017 se do King Crimson vrátil.
Kromě bicích hrál rovněž na další nástroje. V roce 2000 nahrál společně se zpěvákem Chrisem Connellym album Largo, na němž hrál pouze na klávesové nástroje. V roce 2002 odehrál turné se skupinou KMFDM jako baskytarista.
Rieflin zemřel 24. března 2020 na rakovinu tlustého střeva ve věku 59 let.

## Sólová diskografie
- Birth of a Giant (1999; s Robertem Frippem a Treyem Gunnem)
- The Repercussions of Angelic Behavior (1999; s Robertem Frippem a Treyem Gunnem)
- Largo (2001; s Chrisem Connellym)